# 조지 게일로드 심슨
조지 게일로드 심슨(영어: George Gaylord Simpson, 1902년 6월 16일 ~ 1984년 10월 6일)은 미국의 고생물학자이다. 심슨은 20세기의 영향력 있는 고생물학자이자 현대 종합의 주요 참가자였으며 Tempo and Mode in Evolution (1944), The Meaning of Evolution (1949) 및 The Major Features of Evolution (1953)에 기여했다. 그는 멸종된 포유류와 그들의 대륙간 이동에 관한 전문가였다. 심슨은 중생대 화석 포유류와 북미 및 남미의 화석 포유류에 대해 매우 잘 알고 있었다. 그는 단속 평형 ( 템포 및 모드 )과 같은 개념을 예상하고 말의 진화가 현대 Equus caballus에서 절정에 이르는 선형 과정이라는 신화를 불식시켰다. 그는 1940년에 hypodigm이라는 단어를 만들었고 화석 및 현존하는 포유류의 분류에 대해 광범위하게 출판했다. 심슨은 알프레트 베게너의 대륙이동설에 대해 영향력 있고 부정확하게 반대했지만 증거가 확정되자 판 구조론을 받아들였다.
그는 1945년부터 1959년까지 컬럼비아 대학의 동물학 교수이자 미국 자연사 박물관의 지질학 및 고생물학과 큐레이터였다. 1959년부터 1970년까지 하버드 대학교 비교 동물학 박물관의 큐레이터였으며 1968년부터 1982년 은퇴할 때까지 애리조나 대학교 지구과학 교수였다.